# 照沼信行
照沼 一閃（てるぬま いっせん、1964年 - ）（旧名・信行）は日本のジュエリーデザイナー。神奈川県三浦郡葉山町のオーダージュエリー・ショップ工房一閃の代表。2025年に、作家名を照沼一閃に改名。

## 略歴
１９６４年　茨城県生まれ
１９８４年　ヒコ・みづのジュエリーカレッジ　デザイン科卒
１９８５年　日本ジュエリーデザイナー協会創設者　岩倉康二先生主宰（株）スタジオ・ビス入社
１９８６年　日本ジュエリー展　入選
１９８９年　神奈川県葉山にアトリエ工房一閃を設立
１９９２年　現代工芸ドイツ展同行（社）日展　理事　永井鐵太郎に師事
１９９３年　第３２回　日本現代工芸美術展　初入選
１９９４年　第２６回　日展　初入選（ジュエリー界初）
１９９７年　第３６回　日本現代工芸美術展　現代工芸賞受賞（ジュエリー界初）
１９９８年　第２０回　日本金属造形作家展　出品
　Ｔｏｋｙｏ　Ｊｅｗｅｌｌｙ　Ｓｈｏｗ　’９８　ワールドゴールドカウンシル賞受賞、中央会長賞受賞
１９９９年　新世紀の旗手展　招待出品（なかとみ現代工芸美術館）
２００１年　第４０回　日本現代工芸美術展　本会員記念賞　受賞
２００２年　別冊ビーパル　プリマクラッセ（小学館）創刊号表紙「プラチナコガネ」制作
２００３年　世界最小Ptダイアモンド立爪リング　制作
２００４年　高円宮妃　献上ブローチ制作
　（社）日展にて　会友推挙　１９９４年から連続１０回入選
２００６年　フランス、パリ画廊にて作品展招聘
２００７年　宮家　献上装身具　制作（以後　毎年制作）
２００８年　(社)日展、現代工芸美術家協会を退会
２００９年　高円宮憲仁親王　記念碑制作　エジプト、ナイル川のサルーガ島にて
２０１０年  高円宮憲仁親王妃久子殿下  献上チョーカーペンダントネックレス  制作
２０１１年  高円宮憲仁親王妃久子殿下  献上ペンダントネックレス(エジプトの石)制作
２０１４年　高円宮典子女王　ご成婚記念装身具制作
２０１６年  京都、高台寺にて美・Japon参加 コンセプト装身具「風と月」制作
２０１８年  高円宮絢子女王陛下  ご成婚慶祝記念ペンダントネックレス  制作
２０１９年  高円宮憲仁親王妃久子殿下 献上帯留め金具  制作
２０１９年　高島屋主宰「貴品会」にて作品発表（2020年も参加）帝国ホテル
２０２０年　個展「葉山で生まれたジュエリーたち」銀座・ギャラリー青羅
２０２１年　宮家御献上結美和（指輪）制作
２０２２年（株）Kanazawa Diamond 取締役就任
２０２３年　世界初の合成ブラックダイアモンド（Lab-Grown Diamonds）の研究に参加
２０２４年　合成ブルーダイアモンド（Lab-Grown Diamonds）の研究に参加　作品制作
２０２５年　作家名を照沼一閃に改名する（旧名・信行）